# Ernst van Dorp
Ernst van Dorp (* 2. Februar 1920 in Bonn; † 18. Dezember 2003 ebenda) war ein deutscher Architekt. Er prägte insbesondere das Stadtbild seiner Heimatstadt Bonn.

## Leben
Ernst van Dorp wurde 1920 als Sohn von Carl van Dorp geboren. Die Familie hatte bereits seit 1861 ein Geschäft für Haushaltsartikel am Bonner Münsterplatz. Van Dorp studierte an der Technischen Hochschule Karlsruhe und in den Vereinigten Staaten Architektur. 1949 gewann er einen Wettbewerb der Karlsruher Studentensiedlung – der Preis war ein Scholarship am MIT (Massachusetts Institute of Technology) in Cambridge bei Boston. Dort lernte er Walter Gropius kennen, bei dem er zeitweise wohnte. Während dieses Aufenthaltes in den Vereinigten Staaten lernte er auch Bauten von Frank Lloyd Wright und Mies van der Rohe kennen, die seinerzeit die moderne Architektur in den Vereinigten Staaten prägten. Gropius bot ihm ein Weiterstudium an der Harvard University an, doch van Dorp zog es zurück in die Heimat.:12 Er war vor seiner Selbständigkeit ein Schüler und Mitarbeiter des Bonner Architekten Wilhelm Denninger (1899–1973) sowie während seiner Studienzeit in Karlsruhe von Egon Eiermann (1904–1970), bei dem er im Jahre 1950 diplomierte. Nach dem Studium ließ er sich in seiner Heimatstadt als freier Architekt nieder und prägte zwischen 1950 und 2000 das Stadtbild von Bonn in der Zeit als Regierungssitz der Bundesrepublik Deutschland.
Van Dorps Architekturbüro befand sich zunächst in einem Anbau im Hinterhof seines Elternhauses am Münsterplatz, später im Dachgeschoss des Hauses. Er führte es bereits zu Beginn der 1950er-Jahre gemeinsam mit dem Architekten Franz Schmidt unter dem Namen „Schmidt + Van Dorp“.:19 1967 bezog van Dorp ein nach eigenen Entwürfen errichtetes Atelier- und Bürohaus im Norden des Bonner Ortsteils Kessenich (Bonner Talweg 215). 1970 wurde der bisherige Mitarbeiter Klaus Schmidt zum gleichberechtigten Partner des Architekturbüros.:111 Bis 1981 arbeitete dort auch der später selbständige Architekt Karl-Heinz Schommer. Seit van Dorps Tod im Jahr 2003 führt sein Sohn Jan das Architekturbüro alleine weiter – ein bekannter Bau dieses Büros ist das Stadion Telekom Dome.

„Van Dorp versteht es, zeitgenössische Tendenzen in seiner Architektur aufzunehmen und zusammen mit Motiven und Formen aus den 1920er Jahren zu einem neuen und modernen Ganzen zu amalgamieren.“

## Werke

### Bauten in Bonn
| Bauzeit    | Ortsteil         | Adresse                                              | Bild           | Objekt | Maßnahme                                                        | Anmerkungen                                                                                |
| ---------- | ---------------- | ---------------------------------------------------- | -------------- | --- | --------------------------------------------------------------- | ------------------------------------------------------------------------------------------ |
| 1951       | Bonn-Zentrum     | Marktbrücke 4/Acherstraße Lage                       | weitere Bilder | Möbelhaus Graff:20 | Neubau                                                          |                                                                                            |
| 1951       | Poppelsdorf      | Kirschallee 1–3 Lage                                 | weitere Bilder | Soennecken GmbH | Umbau von Verwaltung und Produktion:22                          | heute Universitätsinstitute                                                                |
| 1951       | Bonn-Zentrum     | Poststraße 12 Lage                                   |                | Haus Vaterland (Bauherr: Wicküler-Brauerei):24 | Modernisierung (mit Franz Schmidt)                              | heute veränderte Fassade                                                                   |
| 1952       | (am Kreuzberg)   |                                                      |                | Einfamilienhaus Heinrich Goetze:26 | Neubau                                                          |                                                                                            |
| 1952       | Mehlem           | Im Frankenkeller 51 Lage                             |                | Villa Genienau | Umbau für eine Manufaktur:100                                   | Denkmalschutz                                                                              |
| 1953       | Südstadt         | Am Hofgarten 6 Lage                                  |                | Hotel Eden:27 | Neubau                                                          |                                                                                            |
| 1953       | Gronau           | Adenauerallee 131a Lage                              |                | Haus des Deutschen Handwerks für den Zentralverband des Deutschen Handwerks:28                                                                                     | Neubau                                                          |                                                                                            |
| 1955–1959  | Bonn-Zentrum     | Friedensplatz Lage                                   | weitere Bilder | Hauptverwaltung Sparkasse Bonn:32 | Neubau (mit Michael Hitz)                                       | Abbruch 2010                                                                               |
| 1955       | Bonn-Zentrum     | Kaiserplatz 4 Lage                                   | weitere Bilder | Kaiser-Apotheke:37 | Umbau                                                           |                                                                                            |
| 1956       | Bonn-Zentrum     | Kölnstraße 10–16 Lage                                | weitere Bilder | Stiftsgarage:38 | Neubau                                                          | mehrfach aufgestockt                                                                       |
| 1956, 1958 | Graurheindorf    | Keltenweg 4–16 Lage                                  |                | Keltenweg 4–16, Städtische Siedlung „Römerstraße III“:258 | Neubau (Bauherr: Stadt Bonn):258                                | für SBZ-Flüchtlinge erbaut:258                                                             |
| 1957       | Ippendorf        | Am Kümpel 2 Lage                                     | weitere Bilder | Volksschule Ippendorf:40 | Neubau                                                          | seit 1976 Behinderten-Kindergarten                                                         |
| 1957–1959  | Kessenich        | Renoisstraße 1a Lage                                 | weitere Bilder | Paul-Gerhardt-Schule an der Reutersiedlung:73:44 | Neubau                                                          | heute „Till-Eulenspiegel-Schule“                                                           |
| 1958       | Dottendorf       | Langwartweg 72 Lage                                  | weitere Bilder | Elli-Heuss-Knapp-Gymnasium (Bauherr: Stadt Bonn):44 | Neubau                                                          | heute Weiterbildungskolleg                                                                 |
| 1959–1961  | Gronau           | Langenbachstraße 19 Lage                             |                | Atelier- und Wohnhaus Heinrich Raderschall (unter Mitarbeit von Wolfram Stolle; Gartenarchitekt: Raderschall):130:99:63                                            | Neubau                                                          | Denkmalschutz                                                                              |
| 1960–1962  | Südstadt         | Bonner Talweg 17 Lage                                | weitere Bilder | Industrie- und Handelskammer (unter Mitarbeit von Theo Odenthal; Gartenarchitekt: Heinrich Raderschall):150 f:106:38:66 f                                          | Neubau                                                          | 1980–1981 erweitert:38                                                                     |
| 1961       | Bonn-Zentrum     | Am Hof 32 Lage                                       |                | Ehemalige Universitätsbuchhandlung Bouvier:54 | Neubau                                                          | Der Übergang zum linken Nachbarhaus, ein Mosaik als stilisierte Bücherwand, wurde entfernt |
| 1961       |                  |                                                      |                | Einfamilienhaus Heinrich Töpfer:55 | Neubau                                                          |                                                                                            |
| 1962       | Pennenfeld       | Zanderstraße 5–7 Lage                                | weitere Bilder | Zentrale IVG Immobilien:71 | Neubau                                                          | bis Frühjahr 2015 Zentrale IVG Immobilien                                                  |
| 1963       | Ippendorf        | Saalestraße 27 Lage                                  | weitere Bilder | Volksschule Ippendorf III:72 | Neubau                                                          |                                                                                            |
| 1962–1964  | Gronau           | Sträßchensweg 10 Lage                                | weitere Bilder | Königlich-Niederländische Botschaft (unter Mitarbeit von Rita Finck; Gartenarchitekt: Heinrich Raderschall):68 ff:59:125                                           | Neubau                                                          | Denkmalschutz                                                                              |
| 1962–1964  | Kessenich        | August-Bier-Straße 2a Lage                           | weitere Bilder | Gottfried-Kinkel-Realschule (unter Mitarbeit von Wolfram Stolle; Gartenarchitekt: Heinrich Raderschall):90:74:64                                                   | Neubau                                                          |                                                                                            |
| 1963       | Buschdorf        | Von-den-Driesch-Straße 2 Lage                        | weitere Bilder | Volksschule Buschdorf (Bauherr: Amt Duisdorf):73 | Neubau                                                          | heute „Katholische Grundschule Buschdorf“                                                  |
| 1963–1965  | Tannenbusch      | Schlesienstraße 21–23 Lage                           | weitere Bilder | Gymnasium Tannenbusch (unter Mitarbeit von Theo Odenthal; Gartenarchitekt: Wolfgang Darius):90 f:75:101 f                                                          | Neubau                                                          | heute „Bertolt-Brecht-Gesamtschule“                                                        |
| 1965       | Südstadt         | Kaiserplatz 7–9 Lage                                 |                | Deutsche Bank:76 | Neubau                                                          | Abbruch 1998                                                                               |
| 1966–1967  | Kessenich        | Bonner Talweg 215 Lage                               | weitere Bilder | Büro- und Atelierhaus Ernst van Dorp:46:108:102:157 f | Neubau                                                          | 1977 um Wohntrakt ergänzt                                                                  |
| 1966–1968  | Hardthöhe        | Lage                                                 |                | Bundesverteidigungsministerium, Maschinentechnisches Berichtswesen-Hauptstelle (in einer Architektengemeinschaft mit Hans Spoelgen und Karl Rudolf Hautz):142      | Neubau                                                          |                                                                                            |
| 1967–1968  | Hardthöhe        | Lage                                                 |                | Bundesverteidigungsministerium, Sanitätsbereich (in einer Architektengemeinschaft mit Hans Spoelgen und Karl Rudolf Hautz):141                                     | Neubau                                                          | 2006 umgebaut                                                                              |
| 1967–1970  | Nordstadt        | Kölnstraße 250 Lage                                  | weitere Bilder | Sportpark Nord: Stadion, Sporthalle, Tribüne, Fechter-Wohnheim:92–97:144:194 f                                                                                     | Neubau                                                          |                                                                                            |
| 1968–1969  | Nordstadt        | Lage                                                 | weitere Bilder | Sportpark Nord: Fußgängerbrücke über die Nordtangente (unter Mitarbeit von Edwin Zgoll; Statik: S. Thomass, Bad Honnef):201:98                                     | Neubau                                                          |                                                                                            |
| 1968–1969  | Ippendorf        | Stationsweg 19 Lage                                  |                | Einfamilienhaus Prof. Dr. Walter Becker (unter Mitarbeit von W. Dumont; Gartenarchitekt: L. Siebeck, Düsseldorf):76:108                                            | Neubau                                                          |                                                                                            |
| 1968–1971  | Nordstadt        | Am Neuen Lindenhof Lage                              | weitere Bilder | Wohnpark „Neuer“ Lindenhof am Sportpark Nord (mit Klaus Schmidt:100 f:144 und Dorit Hesse) (Bauherr: Stadt Bonn, Gemeinnützige Bonner Wohngesellschaft e. V.):52 f | Neubau                                                          |                                                                                            |
| 1968–1972  | Ippendorf        | Gudenauer Weg 134–136 Lage                           |                | Aus- und Fortbildungsstätte des Auswärtigen Amtes:106 f | Neubau                                                          | Denkmalschutz                                                                              |
| 1970–1971  | Gronau           | Simrockstraße 4 Lage                                 | weitere Bilder | Deutscher Sparkassen- und Giroverband:142:43 | Neubau                                                          | 1989–1992 Erweiterung (Karl-Heinz Schommer)                                                |
| 1970–1972  | Tannenbusch      | Oppelner Straße Lage                                 | weitere Bilder | Wohnbebauung Allianz (Gartenarchitekten: Wolfgang Darius, Joachim Conrad):145:112                                                                                  | Neubau                                                          |                                                                                            |
| 1971       | Poppelsdorf      | Alexander-Koenig-Straße 15 Lage                      | weitere Bilder | Einfamilienhaus Dr. Wolfgang Hesse:114 | Neubau                                                          | 1972–1975 Residenz des Botschafters der Philippinen                                        |
| 1971–1975  | Gronau           | Friedrich-Ebert-Allee 144 Lage                       | weitere Bilder | Landesbehördenhaus inkl. Polizeipräsidium (mit Rolf Altmann, Kurt Kleefisch und Eberhard Rüttgers):118                                                             | Neubau                                                          | Rückbau geplant wg. neuer Rahmenplanung Bundesviertel (Ratsbeschluss 2020/2021)            |
| 1972       | Südstadt         | Prinz-Albert-Straße 2 Lage                           | weitere Bilder | Hotel Bristol:116 | Neubau                                                          | 2022–24 abgebrochen                                                                        |
| 1973       | Heiderhof        | Tulpenbaumweg 4–6 Lage                               | weitere Bilder | Evangelisches Gemeindehaus:50 | Neubau                                                          | 1989 Glockenstuhl und Anbau mit Aufzug; heute „Immanuelkirche“                             |
| 1973       | Plittersdorf     | Ahrstraße 45 Lage                                    | weitere Bilder | Wissenschaftszentrum Bonn | Neubau (mit Erich Schneider-Wessling)                           |                                                                                            |
| 1974       | Südstadt         | Adenauerallee 37 Lage                                | weitere Bilder | Haus der Evangelischen Kirche, Lese- und Erholungsgesellschaft:138 f                                                                                               | Neubau                                                          |                                                                                            |
| 1975–1976  | Limperich        | Elsa-Brändström-Straße 74 Lage                       | weitere Bilder | Clubhaus der Bonner Ruder-Gesellschaft:158:140 | Neubau (mit Klaus Schmidt):158                                  |                                                                                            |
| 1976       | Ramersdorf       | Landgrabenweg 150 Lage                               | weitere Bilder | Jugendverkehrsschule der Stadt Bonn | Neubau (mit Klaus Schmidt; Außengestaltung Gottfried Hansjakob) | 1979 eröffnet, Schule 2015 geschlossen; Teil des Baudenkmals Rheinauenpark                 |
| 1977       | Südstadt         | Poppelsdorfer Allee 25–29 Lage                       |                | Deutscher Herold, Erweiterungsbau:144 | Erweiterung                                                     | 2020 abgebrochen                                                                           |
| 1978       | Hochkreuz        | Lage                                                 | weitere Bilder | Fußgängerbrücke über die Ludwig-Erhard-Allee für Bundesgartenschau:146                                                                                             | Neubau                                                          | erhalten                                                                                   |
| 1978       | Hochkreuz/Gronau | Lage                                                 | weitere Bilder | Pontonbrücken über den Rheinauensee für Bundesgartenschau:150 | Neubau                                                          | Teil des Baudenkmals Rheinauenpark                                                         |
| 1978       | Limperich        | Elsa-Brändström-Straße 74 Lage                       | weitere Bilder | Biergarten-Pavillon „Zum Blauen Affen“ | Neubau                                                          | zum Clubhaus der Bonner Ruder-Gesellschaft gehörig; Teil des Baudenkmals Rheinauenpark     |
| 1979       | Hochkreuz        | Ludwig-Erhard-Allee 20 Lage                          | weitere Bilder | Parkrestaurant Rheinaue:152 | Neubau (Bauherr: Stadt Bonn):152                                | Teil des Baudenkmals Rheinauenpark                                                         |
| 1979       | Gronau           | Charles-de-Gaulle-Straße 53 Lage                     | weitere Bilder | Weinpavillon Rheinland-Pfalz für Bundesgartenschau:156 | Neubau                                                          | heute Biergarten; Teil des Baudenkmals Rheinauenpark                                       |
| 1980–1981  | Hochkreuz        | Langer Grabenweg 45 Lage                             | weitere Bilder | ZDF-Hauptstadtstudio:162 | Erweiterung                                                     | heute Phoenix- und WDR-Studio                                                              |
| 1983–1984  | Bonn-Zentrum     | Belderberg / Kapuzinerstraße / Am Boeselagerhof Lage | weitere Bilder | Theaterarkaden (mit Theatergaragen):168 | Neubau                                                          | Tiefgarage heute „Operngarage“                                                             |
| 1986       | Poppelsdorf      | Clemens-August-Straße 8–14 Lage                      | weitere Bilder | Wohn- und Geschäftshaus:173 | Neubau                                                          |                                                                                            |
| 1985–1987  | Duisdorf         | Josef-Wirmer-Straße 1–3 Lage                         | weitere Bilder | Gas- und Wasserzentrum für den Bundesverband der deutschen Gas- und Wasserwirtschaft (BGW):174                                                                     | Neubau                                                          |                                                                                            |
| 1991       | Godesberg-Nord   | Godesberger Straße 40–80 Lage                        |                | Autohaus an ehemaligem Güterbahnhof | Neubau                                                          |                                                                                            |
| 1991–1992  | Beuel-Mitte      | Wagnergasse 2–4 Lage                                 | weitere Bilder | Heimatmuseum Beuel: Scheune von 1662:186 | Wiederaufbau                                                    |                                                                                            |
| 1993       | Nordstadt        | Potsdamer Platz 5 / Lievelingsweg 125–125a Lage      | weitere Bilder | Bürogebäude:188 | Neubau                                                          |                                                                                            |
| 1994       | Oberkassel       | Ernststraße 1–12 / Königswinterer Straße 811 Lage    |                | Wohnanlage Mohrenfeld:190 | Neubau                                                          |                                                                                            |
| 1992–1995  | Ippendorf        | Gudenauer Weg 134–136 Lage                           |                | Aus- und Fortbildungsstätte des Auswärtigen Amtes:192 ff | Erweiterung                                                     |                                                                                            |
| 1993–1995  | Duisdorf         | Josef-Wirmer-Straße 1–3 Lage                         | weitere Bilder | Gas- und Wasserzentrum: Erweiterungsbau für den DVGW und Außenanlagen:182                                                                                          | Erweiterung                                                     |                                                                                            |

### Bauten außerhalb von Bonn
| Planungsbeginn; Bauzeit | Ort                          | Adresse                                                | Bild           | Objekt | Maßnahme                                                            | Anmerkungen                                                                                |
| ----------------------- | ---------------------------- | ------------------------------------------------------ | -------------- | --- | ------------------------------------------------------------------- | ------------------------------------------------------------------------------------------ |
| 1954                    | Köln, Stadtteil Altstadt-Süd | Annostraße 11 Lage                                     |                | Johanneshaus für den Johannesbund Leutesdorf:30                                                                   | Neubau                                                              |                                                                                            |
| 1956–1961               | Rio de Janeiro (Brasilien)   | Rua Presidente Carlos de Campos, 417, Laranjeiras Lage |                | Botschaft (später Generalkonsulat) der Bundesrepublik Deutschland in Brasilien (mit Klaus Schmidt):46 ff          | Neubau                                                              |                                                                                            |
| 1961                    | Gouveia (Portugal)           | Rua Nossa Senhora Raínha, Guarda, 6290 Lage            |                | Convento Casa Rainha do Mundo:56 ff                                                                               | Neubau                                                              |                                                                                            |
| 1961                    | Gouveia (Portugal)           | Bairro Farvão (?)                                      |                | Escola Apostólica de Cristo Rei:63                                                                                | Neubau                                                              | Es ist fraglich, ob das Gebäude noch besteht oder dem Neubau eines Stadions weichen musste |
| 1963; 1968–1969         | Bornheim                     | Rathausstraße 2 Lage                                   |                | Rathaus (unter Mitarbeit von Klaus Schmidt; Gartenarchitekt: Victor Calles):74:124 f                              | Neubau                                                              |                                                                                            |
| 1965                    | Leutesdorf                   | Zehnthofstraße 5 Lage                                  |                | Johannesbund:78 ff                                                                                                | Neubau und Modernisierung                                           |                                                                                            |
| 1965                    | Leutesdorf                   | Kirchstraße 13 Lage                                    |                | Schwesternheim des Johannesbundes:84 f                                                                            | Neubau und Modernisierung                                           |                                                                                            |
| 1965                    | Mombasa (Kenia)              |                                                        |                | Lodge bei Two Fishes (Bauherr: Charles Wilp):77                                                                   | Neubau                                                              | ehem. Ferienhaus von Charles Wilp                                                          |
| 1966                    | Siegburg                     | Hochstraße 1–7 Lage                                    |                | Kreisberufsschule:88                                                                                              | Neubau                                                              |                                                                                            |
| 1966–1967               | Troisdorf, Stadtteil Sieglar | Kerpstraße 7 Lage                                      |                | Rathaus Gemeinde Sieglar (unter Mitarbeit von Klaus Schmidt; Gartenarchitekt: Wolfgang Darius):86:122 f           | Neubau                                                              | Abbruch 1995                                                                               |
| 1969–1973               | Königswinter                 | Cleethorpeser Platz 12 Lage                            | weitere Bilder | Gymnasium und Realschule mit Sporthalle und Kindergarten:104 f:78                                                 | Neubau                                                              | heute CJD Königswinter                                                                     |
| 1973                    | Siegburg                     | Wilhelmstraße/Bonner Straße Lage                       |                | Parkhaus „Garagenhügel“:122                                                                                       | Neubau                                                              |                                                                                            |
| 1973                    | Ludwigshafen am Rhein        | Rathausplatz 20 Lage                                   | weitere Bilder | Rathaus-Center Ludwigshafen:124                                                                                   | Neubau                                                              |                                                                                            |
| 1973–1975               | Bornheim                     | Rilkestraße 3 Lage                                     |                | Hallenfreizeitbad Bornheim (mit Klaus Schmidt; Gartenarchitekt: Horst Victor Calles):157:134                      | Neubau                                                              |                                                                                            |
| 1974–1978               | Siegburg                     | Kaiser-Wilhelm-Platz 1 Lage                            | weitere Bilder | Kreishaus (Gartenplanung: Büro Raderschall):120                                                                   | Neubau                                                              |                                                                                            |
| 1980                    | Gummersbach                  |                                                        |                | Fußgängerbrücke „Albert-Schweitzer-Brücke“:160                                                                    | Neubau                                                              |                                                                                            |
| 1983                    | Bad Breisig                  |                                                        |                | Wohnpark:166 | Neubau                                                              |                                                                                            |
| 1985                    | Köln, Stadtteil Altstadt-Süd | Sternengasse 14–16 Lage                                |                | Fernmeldeamt, Anbau:172                                                                                           | Neubau (Fluchttreppen-Turm), Modernisierung (Gesamtbau und Fassade) |                                                                                            |
| 1987                    | Köln                         | Kölner Ringe                                           |                | Neugestaltung der westlichen Ringstraße von Kaiser-Wilhelm-Ring bis Zülpicher Platz (mit Gottfried Hansjakob):145 | Neubau                                                              |                                                                                            |
| 1988                    | Köln, Stadtteil Müngersdorf  | Rudolfplatz Lage                                       |                | Neugestaltung des Rudolfplatzes im Rahmen des „Jahr der Plätze“ (mit Gottfried Hansjakob):146                     | Modernisierung                                                      |                                                                                            |
| 1989                    | Köln, Stadtteil Rodenkirchen | Emil-Hoffmann-Straße 1a Lage                           |                | Bürohaus Plankopie (für Produktion, Verwaltung und Ausstellung):178                                               | Neubau                                                              |                                                                                            |
| 1997                    | Eschweiler                   | Zum Hagelkreuz 16 Lage                                 |                | EWV Energie- und Wasserversorgungs GmbH (Verwaltungstrakt, Werk- und Lagerhallen):196                             | Neubau                                                              |                                                                                            |

### Sonstiges
- 1990: Bonn, Ortsteil Ramersdorf/Oberkassel, städtebauliches Konzept für das ehemalige Zementwerksgelände (mit Gottfried Hansjakob; 1. Preis eines städtebaulichen Ideenwettbewerbs)[26]